# Leopold Trènor i Palavicino
Leopold Trènor i Palavicino (Madrid, 21 de novembre de 1870 - València, 1937) va ser un escriptor valencià. Fou fill de Ricard Trenor i Bucelli i net de Tomàs Trènor i Keating. Aquest darrer, nascut el 1798 a Dublín (Irlanda), fou l'iniciador de la dinastia: després de la guerra del francés, deixa la seua illa d'origen, abandonà la carrera militar i passà a viure a València per a dedicar-s'hi al comerç. Segons els experts, el cognom Trenor (Trénor en transcripció castellana) té l'origen en el cognom irlandés Trenmor o Treanmhar, que deriva del gaèlic Mac Treinfhir (fill de Trienfear).
Leopold Trenor i Palavicino es llicencià en lleis i el 1894 rebé el títol de doctor en dret, malgrat que mai no va arribar a exercir com a advocat. Inclinat, per contra, cap a l'activitat literària, va començar a escriure poesia molt prompte; de fet, guanyà l'any 1893 els Jocs Florals de la Ciutat i Regne de València amb el poema "Nit de albaes". Participà també de forma activa en la societat Lo Rat Penat, de la qual arribaria a ser president entre 1908 i 1910, moment clau que coincidí amb l'organització i celebració d'un dels esdeveniments més importants en la consolidació de la identitat valenciana: l'Exposició Regional de 1909. També va ser director del Centre de Cultura Valenciana, signatari de les Normes de Castelló i editor de la revista Oro de ley. De personalitat molt polifacètica i curiosa, Trenor fou afeccionat a l'electricitat, que llavors començava a desenvolupar-se, treballà de fet en diferents companyies relacionades amb la llum elèctrica i publicà l'any 1899 un opuscle titulat "Electrotecnia popular: problemas prácticos de las unidades industriales". Cal afegir que passà llargues temporades a Alemanya, França i Itàlia per a aprendre els idiomes oficials d'aquests països. Fou vicepresident del Club Automobilístic de València, amb el qual participà en l'Exposició Regional de 1909 i participà en les reunions del Polo-Club de València. Passant a la seua activitat filantròpica, cal citar que l'any 1906 coparticipà en la fundació de l'associació benèfica Casa de la Caridad de València.
Casat el 1899 amb María del Rosario Pardo de Donlebun y Rojas, filla del senyor de las Torres de Donlebun, va tindre amb ella deu fills. Era també cosí germà per part de pare i mare del polític i militar Tomàs Trenor i Palavicino. Morí a València l'any 1937, enmig de la guerra civil espanyola. La seua sepultura està ubicada al panteó familiar, al Cementeri Municipal de València.

## Obres

### Poesia
- Ramellet de versos (1895) - Es tracta d'un llibre molt breu, compost sols per uns tretze poemes. S'obre amb un pròleg del prevere Jaume Colell, després del qual podem trobar poemes de caràcter patriòtic ("Llunt de ma patria") i romàntic ("Inyors"). El món simbòlic de la Renaixença valenciana apareix a bastament amb composicions de tipus costumista ("Nit de albaes") i d'evocació de l'edat mitjana ("La spasa del templari"). Destaca, per acabar, el poema "Los dos amichs", en què l'autor defensa la preeminència de la fe sobre el progrés i ataca de forma implícita les noves ideologies obreres, com el socialisme i l'anarquisme.
- Flors de paper (1895) - Aquest llibre es divideix en dues seccions: la primera, més extensa, està formada per més de dos-centes quartetes numerades amb xifres romanes. Hi trobem poemes de tipus amorós, al·lusions al món simbòlic de l'Horta de València i fins i tot algun poema en clau d'ànim per a les tropes espanyoles, ja immerses en el conflicte bèl·lic de Cuba. En la segona part els poemes són més extensos, amb predomini d'una temàtica més diversa: evocació nostàlgica ("Recorts de la plaseta"), paisatgística ("Floretes de la serra"), o fins i tot un apòleg ("La gateta blanca").

### Altres gèneres
- Electrotecnia popular: problemas prácticos de las unidades industriales, Valencia, Imprenta M. Alufre, [1899];
- Memoria que ante el Consejo Superior presenta en nombre de la Junta Central su secretario Don Leopoldo Trenor exponiendo el movimiento económico administrativo desde el día 20 de julio de 1906 hasta el 31 de diciembre de 1907, Valencia, Asociación Valenciana de la Caridad, 1908;
- Discurs llegit en la solemne sessió dels Jochs Florals de lo Rat Penat lo día 6 de juny de 1909 per son president En Leopold Trénor. Lo Rat Penat, Valencia, Tipografía Moderna, 1909;
- Lo Rat Penat: Societat de amadors de les glories valencianes. Discurs llegit per Leopold Trénor, Valencia, Lo Rat Penat, 1909;
- La casa de Bethania: Formación de un alma femenina en la acción social, Valencia, Tipografía Moderna, 1912;
- El amo de casa, Valencia, Librería religiosa M. Berenguer, 1914;
- ¿Qué pasa en limpias?: Notas en la cartera de un vidente, Valencia, Tipografía Moderna, 1920;
- El crimen de la plaza de Rodrigo Botet: la edad de hierro y la edad de piedra en la escultura callejera valenciana: mirando al porvenir, Valencia, Tipografía Moderna, ¿1924?;
- Juan de Yepes, medio fraile y doctor de la iglesia: una peregrinación por los paisajes de San Juan de la Cruz hecha en su centenario por Leopoldo Trenor Palavicino, Madrid, Voluntad, 1927.